# Goniomitrium seroi
Goniomitrium seroi là một loài Rêu trong họ Funariaceae. Loài này được Casas mô tả khoa học đầu tiên năm 1993.